# Consoană bătută alveolară
Acest articol este o traducere parțială a articolelor corespunzătoare de pe Wikipedia în limba engleză și Wikipedia în limba franceză.
Consoana bătută alveolară este un sunet consonantic care se găsește în unele limbi. Simbolul său în alfabetul fonetic internațional este [ɾ].
În unele limbi este fonem, în altele un alofon al fonemului /r/, în altele – alofon al altor consoane. Nu există în limba română.

## Caracteristici
- Ca mod de articulare, [ɾ] este o consoană bătută, adică se produce printr-o singură contracție a mușchilor, astfel încât limba atinge foarte scurt locul de articulare.
- În privința locului de articulare, este o consoană alveolară, fiind articulată cel mai adesea cu vârful limbii (consoană apicală), pe creasta alveolei.
- Ca fonație este o consoană sonoră, coardele vocale vibrând în timpul articulării, și nu are pereche surdă.
- Este o consoană orală, adică în timpul articulării aerul iese numai pe gură.
- Din punctul de vedere al căii prin care trece aerul, este o consoană centrală, adică acesta trece pe deasupra părții centrale a limbii și nu pe la părțile ei laterale.
- Privitor la mecanismul curentului de aer, este o consoană pulmonară, aerul fiind împins de către plămâni, nu de către glotă sau gură.

## [ɾ] în câteva limbi
În limba portugheză, /ɾ/ este fonem, găsindu-se în mai multe poziții: prato [ˈpɾatu] „farfurie”, respirar [ʁɨʃpiˈɾaɾ] „a respira”.
[ɾ] este în mai multe limbi un alofon al lui /r/:
- În limba spaniolă, /r/ scurt se pronunță [ɾ] în interiorul cuvintelor: pero [ˈpeɾo] „dar, însă”.
- În limba corsicană, situația în care se pronunță [ɾ] este aceeași ca în spaniolă.
- În limba turcă se pronunță între două vocale: ara [ˈäɾä] „interval”.
- În Italia este frecventă în limba friulană și are tendința să înlocuiască consoana [r] în limba italiană vorbită în nord-estul țării.

Ca alofon al altor consoane, [ɾ] se găsește, printre altele:
- în limba engleză vorbită în SUA și Canada, uneori în cea din Australia și din Noua Zeelandă, ca alofon al lui /t/ și al lui /d/ în silabă neaccentuată: rider [ˈɹaɪɾɚ] sau [ˈɹaɪɾə] „călăreț”, better [ˈbɛɾɚ] sau [ˈbɛɾə] „mai bun”.
- în limba coreeană, ca alofon al lui /l/ între vocale sau între o vocală și /h/: 바람 [pɐɾɐm] „vânt”.